# Adolf Wojdat
Adolf Adam Wojdat (ur. 26 września 1882 w maj. Lelarwiszki, zm. 4–7 kwietnia 1940 w Katyniu) – kapitan piechoty Wojska Polskiego, kawaler Orderu Virtuti Militari.

## Życiorys
Urodził się 26 września 1882 w majątku Lelarwiszki, w gminie Wilkija ówczesnego powiatu kowieńskiego guberni kowieńskiej, w rodzinie Józefa i Stefanii z Bujwidów. 1894 rozpoczął naukę w polskim gimnazjum w Kownie. W 1900 będąc uczniem szóstej klasy wystąpił z gimnazjum. W 1902 zdał egzamin z zakresu szóstej klasy korpusu kadetów, który uprawniał go do odbycia jednorocznej służby wojskowej. W 1902 wstąpił do armii rosyjskiej na prawach wolontariusza, a po roku wystąpił z niej i zatrudnił w kowieńskiej Izbie Skarbowej, w charakterze urzędnika.
22 sierpnia 1914 został zmobilizowany do armii rosyjskiej. 26 kwietnia 1915 ukończył Szkołę Wojskową w Kijowie w stopniu chorążego, a 7 czerwca tego roku został wcielony do 407 sarańskiego pułku piechoty (ros. 407-й пехотный Саранский полк) na froncie południowo-zachodnim. 15 lipca 1916 pod wsią Studinowo (ros. Студиново) na Wołyniu został ranny. 31 stycznia 1917 dostał się do niewoli niemieckiej. Wskutek interwencji Polaka–oficera armii austro-węgierskiej został przekazany Austriakom. W niewoli austriackiej przebywał do października 1918. Po powrocie na Litwę wstąpił do Polskiej Organizacji Wojskowej. Za działalność konspiracyjną aresztowany i osadzony w więzieniu w Kownie. 
Po ucieczce wstąpił do Wojska Polskiego. Po zweryfikowaniu do stopnia kapitana, skierowany do dowództwa Frontu Litewsko-Białoruskiego. Od marca 1920 w Kowieńskim Pułku Strzelców. 
W okresie międzywojennym do 1924 w 77 pułku piechoty. 20 czerwca 1923 przed Komisja Egzaminacyjną przy Dowództwie Okręgu Korpusu Nr III zdał egzamin z zakresu szkoły średniej. Z dniem 7 kwietnia 1925 został przeniesiony do Korpusu Ochrony Pogranicza. 31 października 1927 został przeniesiony z 77 pp do 61 pułku piechoty w Bydgoszczy na stanowisko dowódcy kompanii. 28 stycznia 1929 został zwolniony z zajmowanego stanowiska i oddany do dyspozycji dowódcy Okręgu Korpusu Nr VIII, a z dniem 31 marca tego roku przeniesiony w stan spoczynku. W 1932 przeprowadził się z Lublina do Wilna i zamieszkał przy ul. Moniuszki 6/8 m. 40. W 1934, jako oficer stanu spoczynku pozostawał w ewidencji Powiatowej Komendy Uzupełnień Wilno Miasto. Posiadał przydział do Oficerskiej Kadry Okręgowej Nr III. Był wówczas „przewidziany do użycia w czasie wojny”.
W czasie kampanii wrześniowej 1939 dostał się do sowieckiej niewoli. Przebywał w obozie w Kozielsku. Wiosną 1940 roku został zamordowany przez funkcjonariuszy NKWD w Katyniu i tam pogrzebany (lista z 5 kwietnia 1940, poz. 11). Od 28 lipca 2000 spoczywa na Polskim Cmentarzu Wojennym w Katyniu.
5 października 2007 minister obrony narodowej Aleksander Szczygło mianował go pośmiertnie na stopień majora. Awans został ogłoszony 9 listopada 2007, w Warszawie, w trakcie uroczystości „Katyń Pamiętamy – Uczcijmy Pamięć Bohaterów”.
Pozostawał w separacji z żoną, miał córkę Angelikę (ur. 17 kwietnia 1917). W 1948 jego matka Stefania i brat Paweł zostali deportowani na Syberię. Rok później zmarła matka w Igarce .

## Ordery i odznaczenia
- Krzyż Srebrny Orderu Virtuti Militari nr 5844[18][14][19]
- Krzyż Walecznych nr 16515[20][21]
- Srebrny Krzyż Zasługi nr 7692 – 10 listopada 1928)[22]
- Medal Pamiątkowy za Wojnę 1918–1921[20]
- Medal Dziesięciolecia Odzyskanej Niepodległości[20]